# Carex chikungana
Carex chikungana är en halvgräsart som beskrevs av Liberty Hyde Bailey. Carex chikungana ingår i släktet starrar, och familjen halvgräs. Inga underarter finns listade i Catalogue of Life.